# كيث أليوت غرينبيرغ
كيث أليوت غرينبيرغ (بالإنجليزية: Keith Elliot Greenberg)‏ هو كاتب أمريكي، ولد في 1959 في ذا برونكس في الولايات المتحدة.

## وصلات خارجية
- كيث أليوت غرينبيرغ على موقع IMDb (الإنجليزية)